# 金朝興
金朝興（1331年—1382年），巢县人，今安徽省巢湖市柘皋金府坝村人，明朝军事将领。
其与俞通海等人一同归顺朱元璋，后渡江征战有功，攻破常州、宜興，官至左翼副元帥。后攻破武昌等地，为鎮武衛指揮使。攻破大同后，改大同衛指揮使。攻下東勝州，活捉劉麟等人。洪武三年，论功为都督僉事兼秦王左相，后改为都督府事，事奉傅王。后随大军进攻四川，三年后进攻黑城，活捉元太尉盧伯顏、平章帖兒不花等人。后跟从李文忠攻下和林。
洪武十一年，跟随沐英西征。次年论功为宣德侯。十五年跟随傅友德征战云南，驻师临安，招降元右丞兀卜台、元帥完者都、土酋楊政等人。其抚恤有方，受到军民爱戴。在进攻會川的时候逝世，追封沂國公，諡武毅。
据《柘皋志》记载：直到上世纪中叶，柘皋镇西街仍有其衣冠冢，并有御赐石碑纪念金朝兴事迹。全志如下：
　　维洪武十七年，岁在甲子四月戊辰朔十一日戊寅
　　奉天承运皇帝，制曰：昔有圣君，定赏报功，维贤受之。朕观古制，汉封最多，然候之名，则同其食禄。世守者，各有等差焉。功有先后，业有巨微，所以食禄有等，以辨轻重也。咨尔开国辅运推诚宣力武臣、荣禄大夫柱国宣德候食禄二千石金朝兴，前以平羌戎之功，特加侯爵，以贵尔身。今平定云南，功勋昭著，是用使尔子子世世承袭食禄二千五百石。朕本疏愚，皆遵前代圣王之典礼。以券誓：若谋逆不宥，其若死子，免一死以报尔功。呜呼！安不忘危，慎修为始。思相知之惟旧，念成功之多艰。垂训后人，永延世禄，岂不伟欤！宜令金朝兴准此。开国辅运推诚守正文臣太师辅国公李善长奉诏方克逸先生所编《巢湖》“历代名人”中竟不存金朝兴其人，十分遗憾。其实更早的《安徽人物大辞典》就有其传略。